# Glyphiulus anophthalmus
Glyphiulus anophthalmus är en mångfotingart som beskrevs av Imre Loksa 1960. Glyphiulus anophthalmus ingår i släktet Glyphiulus och familjen Glyphiulidae. Inga underarter finns listade i Catalogue of Life.